# Ladenbergia ferruginea
Ladenbergia ferruginea är en måreväxtart som beskrevs av Paul Carpenter Standley. Ladenbergia ferruginea ingår i släktet Ladenbergia och familjen måreväxter. IUCN kategoriserar arten globalt som sårbar. Inga underarter finns listade i Catalogue of Life.